# Andreea Prisăcariu
Andreea Prisăcariu (* 9. Februar 2000 in Iași) ist eine rumänische Tennisspielerin.

## Karriere
Prisăcariu begann mit sechs Jahren das Tennisspielen und bevorzugt Sand- und Hartplätze. Sie gewann bisher sechs Einzel- und zehn Doppeltitel auf der ITF Women’s World Tennis Tour.

## Turniersiege

### Einzel
| Nr. | Datum            | Turnier                  | Kategorie | Belag | Finalgegnerin        | Ergebnis      |
| --- | ---------------- | ------------------------ | --------- | ----- | -------------------- | ------------- |
| 1.  | 18. August 2019  | Tabarka                  | ITF W15   | Sand  | Sandra Samir         | 6:4, 6:4      |
| 2.  | 25. August 2019  | Tabarka                  | ITF W15   | Sand  | Aurora Zantedeschi   | 2:6, 6:2, 6:1 |
| 3.  | 21. Februar 2021 | Antalya                  | ITF W15   | Sand  | Aurora Zantedeschi   | 6:3, 7:5      |
| 4.  | 4. April 2021    | Antalya                  | ITF W15   | Sand  | Ane Mintegi Del Olmo | 6:3, 7:5      |
| 5.  | 16. April 2023   | Santa Margherita di Pula | ITF W25   | Sand  | Miriam Bulgaru       | 3:6, 6:2, 6:2 |
| 6.  | 2. Juni 2024     | Kuršumlijska Banja       | ITF W15   | Sand  | Ioana Zvonaru        | 5:7, 6:4, 7:5 |

### Doppel
| Nr. | Datum             | Turnier             | Kategorie | Belag         | Partnerin            | Finalgegnerinnen                         | Ergebnis         |
| --- | ----------------- | ------------------- | --------- | ------------- | -------------------- | ---------------------------------------- | ---------------- |
| 1.  | 6. April 2019     | Antalya             | ITF W15   | Sand          | Wiktorija Michailowa | Marie Mettraux Joanne Züger              | 6:2, 6:4         |
| 2.  | 25. Januar 2020   | Antalya             | ITF W15   | Sand          | Georgia Crăciun      | Martina Colmegna Silvia Njirić           | 7:5, 7:5         |
| 3.  | 29. Februar 2020  | Monastir            | ITF W15   | Hartplatz     | Mylène Halemai       | Petja Arschinkowa Gergana Topalowa       | 6:3, 6:4         |
| 4.  | 7. März 2020      | Monastir            | ITF W15   | Hartplatz     | Sina Herrmann        | Yvonne Cavalle-Reimers Bojana Marinković | 1:6, 6:3, [10:4] |
| 5.  | 5. Dezember 2020  | Antalya             | ITF W15   | Sand          | Andreea Roșca        | Wiktorija Dema Cristina Dinu             | 3:6, 6:4, [10:6] |
| 6.  | 15. Mai 2021      | La Bisbal d’Empordà | ITF W60+H | Sand          | Walentina Iwachnenko | Mona Barthel Mandy Minella               | 6:3, 6:1         |
| 7.  | 4. September 2021 | Triest              | ITF W25   | Sand          | Nika Radišić         | Justina Mikulskytė Olivia Tjandramulia   | 7:5, 6:2         |
| 8.  | 21. Januar 2023   | Monastir            | ITF W40   | Hartplatz     | Sada Nahimana        | Alena Fomina-Klotz Iryna Schymanowitsch  | 7:5, 6:4         |
| 9.  | 2. Dezember 2023  | Monastir            | ITF W15   | Hartplatz     | Ana Candiotto        | Aminata Sall Marie Villet                | 6:1, 6:0         |
| 10. | 2. November 2024  | Istanbul            | ITF W35   | Hartplatz (i) | Kamilla Bartone      | Jacqueline Cabaj Awad Iva Primorac       | 6:4, 6:2         |